# Michael Bethel
Michael Bethel, aussi dit Mike Bethel, né le 21 avril 1990 à Nassau (Bahamas), est un footballeur international bahaméen, qui évolue au poste de milieu de terrain au sein du Renegades FC.